# Platysilurus mucosus
Platysilurus mucosus är en fiskart som först beskrevs av Vaillant, 1880.  Platysilurus mucosus ingår i släktet Platysilurus och familjen Pimelodidae. Inga underarter finns listade i Catalogue of Life.